# Кирсанова, Тамара Николаевна
Тамара Николаевна Кирса́нова (Шестерико́ва; 6 [19] ноября 1913, Санкт-Петербург — 15 ноября 1989, Ленинград) — советская балерина, солистка балета Мариинского театра, балетмейстер и педагог.

## Биография
Тамара Николаевна родилась в Санкт-Петербурге 6 (19) ноября 1913 года в семье Анны Алексеевны Шестериковой и художника Николай Андреевича Шестерикова. Была вторым ребенком в семье после брата Николая (1910—1939 (?)), впоследствии пропавшего без вести во время Советско-Финской войны.
Училась в Ленинградском хореографическом училище у балерины Агриппины Вагановой.
В 1932 году, сразу после окончания ЛХУ, Кирсанова становится артисткой балета Государственного академического театра оперы и балета (Мариинского театра).
После рождения первой дочери, в 1935, два года выступала в составе балетной труппы Театра оперы и балета города Тифлис (ныне Тбилиси).
В 1937—1938 годах выступала в Пермском государственном театре оперы и балета.
С 1938 по 1956 год являлась солисткой балета Театра им. Кирова (Мариинского театра).
Во время Великой Отечественной войны Т. Н. Кирсанова снова отправляется в Пермь в составе эвакуированной из блокадного Ленинграда балетной труппы Кировского театра. До 1945 года она гастролировала по фронтам и выступала перед солдатами и офицерами Красной Армии.
Поскольку во время блокады персональные данные Тамары Николаевны были утрачены, при оформлении новых документов она указала 1915 год рождения, чтобы на два года продлить профессиональную деятельность.
На 43 году жизни Кирсанова оставила балет и в 1956—1958 годах стала работать художником-костюмером в мастерских театра.
Дальнейшее творчество Тамары Николаевны тесно связано с преподавательской деятельностью — с 1959 по 1969 она преподавала хореографию и ставила балетные спектакли на льду в школе фигурного катания ЦПКиО им. Кирова. Под её руководством выступал знаменитый фигурист Алексей Мишин. Звукооператором её балетов работал тогда еще малоизвестный актер театра и кино Иван Краско.
С 1969 по 1977 Кирсанова Т. Н. была педагогом и балетмейстером школы фигурного катания в клубе «Факел», с 1977 по 1983 преподавала хореографию во Дворце Культуры «Лисий Нос».
Тамара Николаевна Кирсанова умерла в 15 ноября 1989 года в своей квартире в Ленинграде. Похоронена на Большеохтинском кладбище.

## Личная жизнь
Была дважды замужем и была матерью двух детей — по одному от каждого брака.
- Первый муж — артист балета Мариинского театра Дмитрий Кирсанов.
  - Дочь — Виктория Горленко (Кирсанова) (род. 1935, Ленинград).

- Второй муж — ленинградский врач-гинеколог, доктор медицинских наук, профессор Михаил Михайлович Шашин.
  - Дочь — ленинградская и петербургская художница Людмила Кирсанова (род. 1955, Ленинград).

Тамара Николаевна была дружна с балеринами Феей Балабиной, Татьяной Вечесловой, актером Константином Злобиным, художниками Сергеем Захаровым, Марией Зубреевой, Татьяной Бруни. Её творчеством вдохновлялся известный график и карикатурист Владимир Гальба.

## Творчество

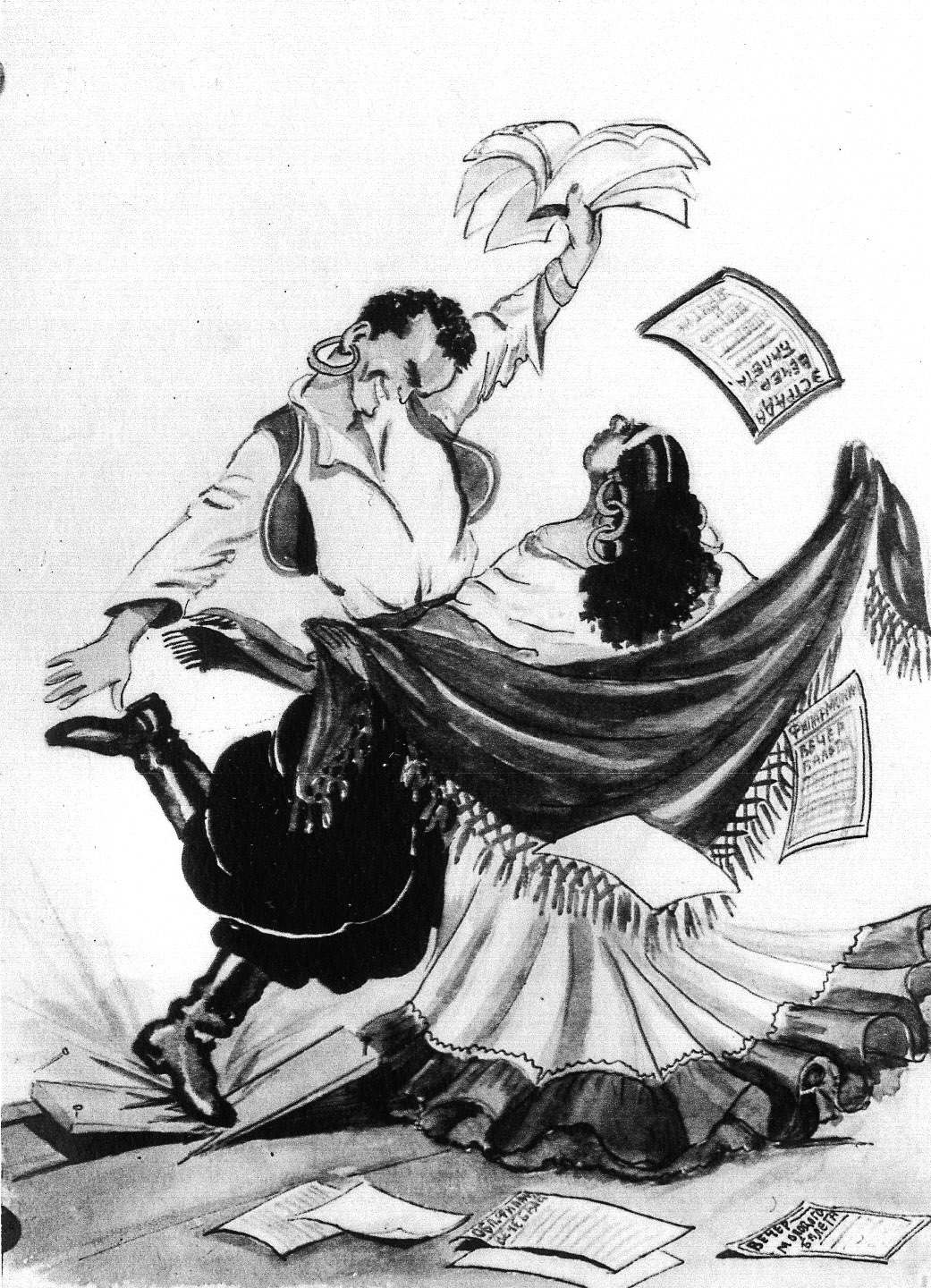
Одна из иллюстраций Тамары Кирсановой.

Помимо театральной деятельности, Тамара Николаевна увлекалась рисованием, моделированием и шитьем. За свою жизнь она создала большое количество эскизов, набросков, карикатур и костюмов. Многие из них были опубликованы в газетах и журналах.
В течение всей своей преподавательской деятельности Кирсанова самостоятельно разрабатывала и шила костюмы и декорации для участников балетов и спектаклей.

### Роли в театре
Первая исполнительница партий
- Фея Весны («Весенняя Сказка»)
- Фея Зимы («Золушка»)

Другие партии:

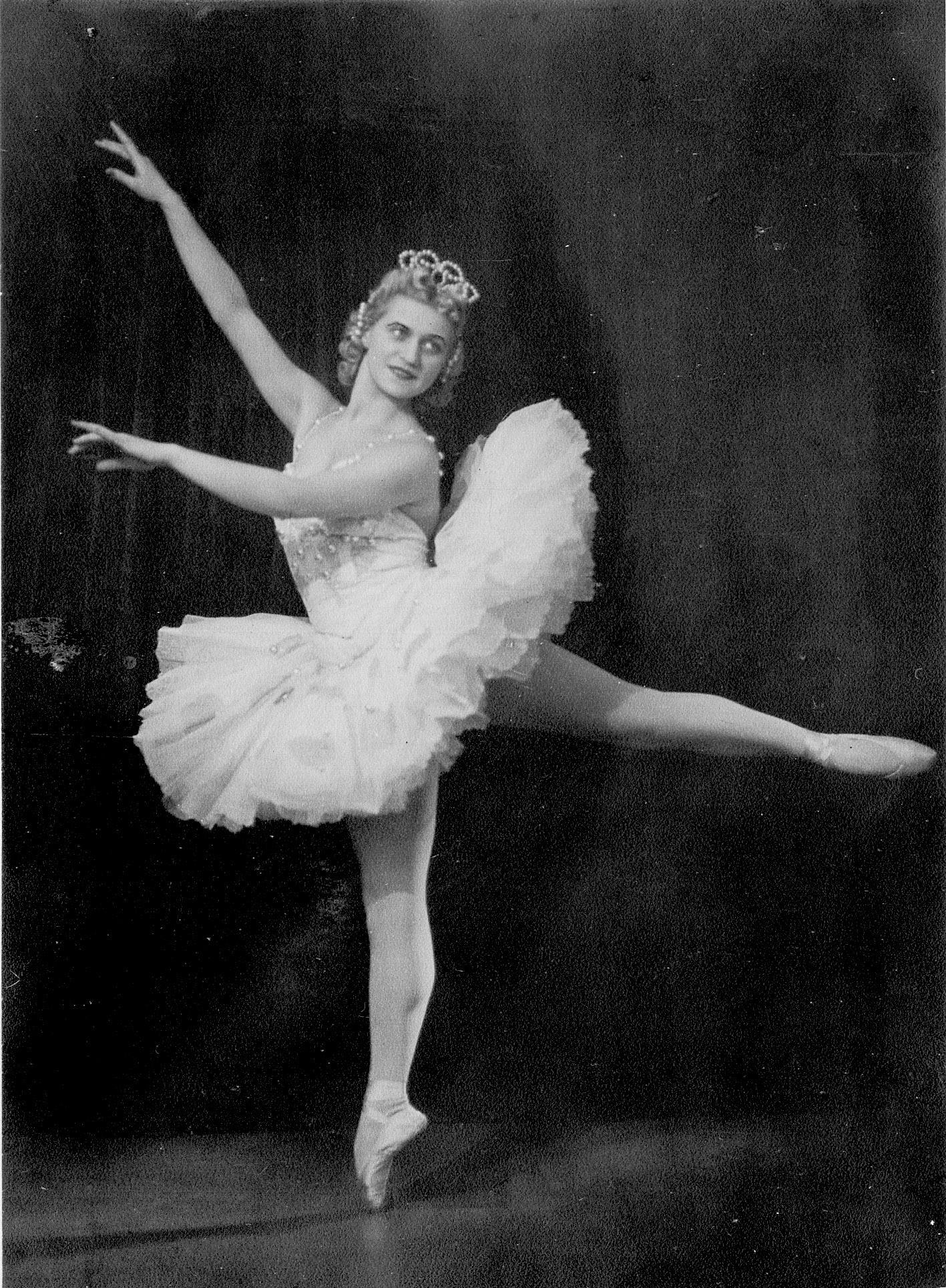
Тамара Кирсанова исполняет партию «Жемчужина» в балете «Конек-Горбунок».

- Одиллия («Лебединое озеро», балетмейстер А. Ваганова)
- Нунэ («Гаянэ»)
- Феи Сирени, Золота, Кандид, Канареек, принцесса Флорина («Спящая красавица»)
- Цветочница, Повелительница Дриад, вариация IV акта («Дон Кихот»)
- Царь-девица, Жемчужина, Фреска («Конек-Горбунок»)
- Зюльма («Жизель»)
- 11 вальс, прелюд («Шопениана»)
- Двойка паненок («Бахчисарайский фонтан»)
- 1-я и 3-я вариация в картине «Тени» («Баядерка»)
- Вариация в картине «Сон» («Раймонда»)
- Па-де-труа, неаполитанский танец («Лебединое озеро»)
- Нимфа («Вальпургиева ночь» из оперы «Фауст»)
- Вальс (опера "Иван Сусанин)